# Coup d'État de 1926 en Lituanie

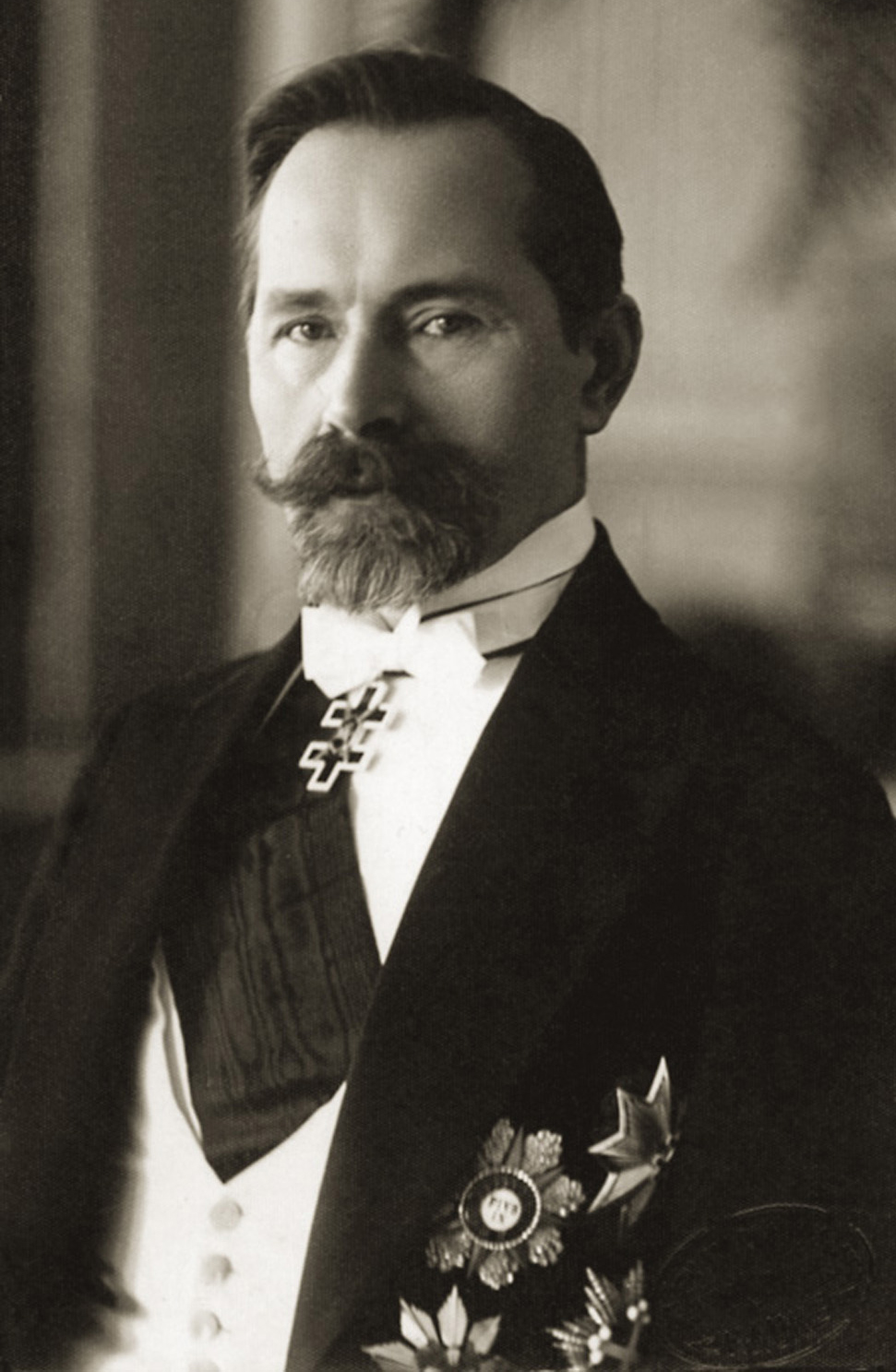
Antanas Smetona.

Le coup d'État du 17 décembre 1926 en Lituanie aboutit au remplacement du gouvernement démocratiquement élu par celui d'Antanas Smetona, porté au pouvoir par l'armée. Smetona et son parti, l'Union nationale lituanienne (en), conservent le pouvoir pendant quatorze ans, jusqu'à l'invasion soviétique de 1940.

## Contexte

### La Lituanie en 1926

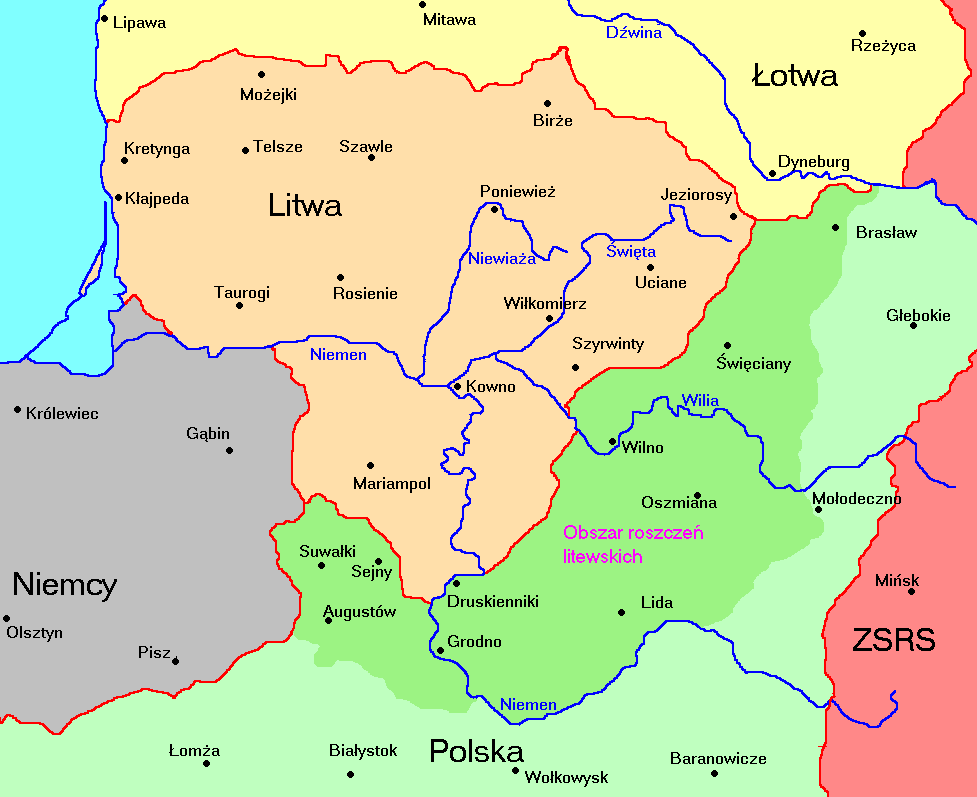
La Lituanie et les territoires revendiqués en Pologne.

Annexée par l'Empire russe en 1795, la Lituanie se déclare indépendante le 16 février 1918. Les deux années qui suivent sont troublées par les guerres d'indépendance, durant lesquelles les Lituaniens affrontent les bolchéviques russes, les anti-bolchéviques russes et les Polonais. Ce conflit prolongé retarde la reconnaissance internationale du pays, ainsi que la mise en place d'institutions politiques stables. L'annexion par la Pologne de la région de Vilnius, en octobre 1920, envenime les relations entre les deux pays tout au long de l'entre-deux-guerres. La deuxième ville de Lituanie, Kaunas, est désignée « capitale temporaire ».
L'Assemblée constituante de Lituanie est élue en avril 1920 et adopte une constitution en août 1922. Lors des débats constitutionnels, le point le plus disputé est le rôle que doit jouer la présidence. En fin de compte, l'équilibre des pouvoirs est faussé en faveur du parlement unicaméral, le Seimas. Ses membres sont élus au suffrage universel pour trois ans, puis ils élisent à leur tour un président, qui peut nommer un premier ministre chargé de former un gouvernement. Le président est limité à deux mandats consécutifs. Ce régime parlementaire s'avère très instable : en huit ans, de novembre 1918 à décembre 1926, le pays connaît onze gouvernements successifs.
Au moment du coup d'État, les principaux acteurs de la scène politique lituanienne sont des vétérans du mouvement d'indépendance. Antanas Smetona est le premier président du pays, d'avril 1919 à juin 1920. Il se retire ensuite de la vie politique, sans pour autant s'en désintéresser : les opinions critiques qu'il émet lui valent un bref séjour en prison en 1923. Augustinas Voldemaras représente la Lituanie au traité de Brest-Litovsk en 1918 avant d'occuper plusieurs postes ministériels. Il quitte le gouvernement en 1920, mais lui aussi écrit et publie des critiques pour lesquelles il est brièvement incarcéré. Smetona et Voldemaras sont membres de l'Union nationale lituanienne (en), un parti nationaliste à l'audience réduite, qui ne compte que 2 000 membres en 1926. Après avoir présidé une commission de rapatriement, Kazys Grinius devient chef du gouvernement de 1920 à 1922, puis député au Seimas. Mykolas Sleževičius, Premier ministre à deux reprises en 1918 et 1919, supervise l'organisation des forces armées lituaniennes en 1920 avant d'être lui aussi élu au Seimas en 1922.

### Les élections de mai 1926
| Parti                                   | Sièges |
| --------------------------------------- | ------ |
| Bloc chrétien-démocrate (krikdemai)     | 30     |
| Union populaire paysanne (liaudininkai) | 22     |
| Parti social-démocrate (socdemai)       | 15     |
| Union nationale (tautininkai)           | 3      |
| Parti des fermiers                      | 2      |
| Minorités (Allemands, Juifs, Polonais)  | 13     |
| Total                                   | 85     |

Du 8 au 10 mai 1926 ont lieu les élections législatives devant permettre la formation du troisième Seimas. Pour la première fois depuis 1920, la majorité échappe au Parti chrétien-démocrate, victime des scandales financiers qui ont éclaboussé plusieurs de ses membres et de l'apparente inefficacité des mesures prises pour lutter contre la crise économique. Son prestige est également sapé par le Concordat de 1925 (en), par lequel la papauté reconnaît Vilnius comme une province ecclésiastique polonaise, malgré les protestations lituaniennes. Cette décision semble impliquer une reconnaissance de l'autorité politique de la Pologne sur Vilnius, toujours revendiquée par la Lituanie. Les relations diplomatiques avec le Saint-Siège sont rompues, et la réorganisation unilatérale de la province ecclésiastique de Lituanie par le pape Pie XI au mépris des desiderata lituaniens, en avril 1926, n'arrange pas les choses.
Une coalition de centre gauche réunissant l'Union populaire des paysans et le Parti social-démocrate se forme contre les chrétiens-démocrates. Pour obtenir une majorité suffisante, cette coalition inclut également des députés représentant les minorités ethniques du pays : les Allemands de la région de Klaipėda, les Polonais et les Juifs. Le 7 juin, Kazys Grinius est élu troisième président de la République de Lituanie et choisit comme Premier ministre Mykolas Sleževičius. Tous deux sont membres de l'Union populaire des paysans.

## Le coup d'État

### Causes
Les causes du coup d'État restent débattues. Il est possible que des précédents tels que la Marche sur Rome en Italie et le coup d'État de mai en Pologne aient joué un rôle. De manière plus générale, on distingue une tendance commune à toute l'Europe qui aboutit à la création de nombreux régimes autoritaires avant la fin des années 1930. La peur exagérée du communisme serait une autre cause, de même que l'absence d'une force politique stable au centre, capable de s'adresser aussi bien à la gauche (qui accuse les partis de droite de fascisme) qu'à la droite (qui accuse les partis de gauche de bolchévisme). Sur le plan personnel, l'historien Anatol Lieven affirme que Smetona et Voldemaras se considéraient comme les véritables héros de l'indépendance, injustement dépossédés et doutant de jamais pouvoir revenir au pouvoir de manière démocratique.

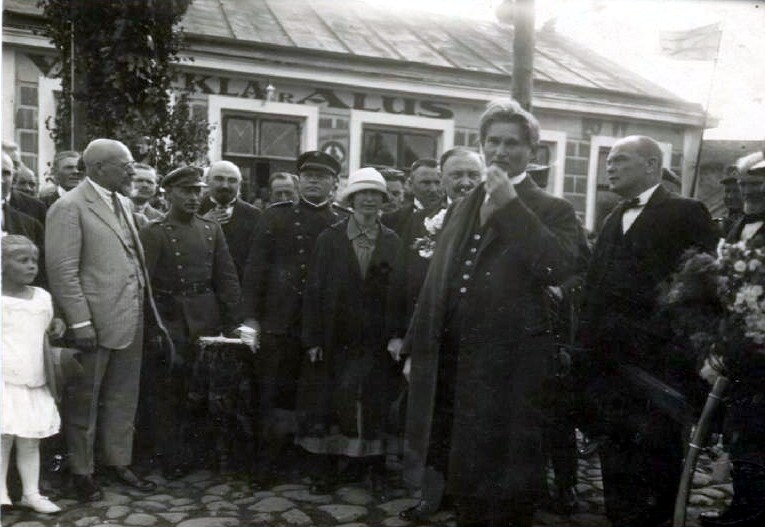
Le président Kazys Grinius en 1926.

Après les élections de mai, le gouvernement Grinius/Sleževičius lève la loi martiale encore en vigueur en Kaunas et dans d'autres localités, rétablit les libertés fondamentales et accorde l'amnistie aux prisonniers politiques : la Lituanie devient alors un pays vraiment démocratique pour la première fois. Ces changements ne sont pas unanimement salués. Profitant du rétablissement de la liberté de parole, des prisonniers politiques libérés (en grande partie des communistes) organisent une manifestation à Kaunas le 13 juin, réunissant environ 400 personnes avant d'être dispersée. L'opposition s'en saisit pour accuser le gouvernement de permettre à des organisations illégales comme le Parti communiste de Lituanie de poursuivre leurs activités en toute impunité. Malgré son caractère local, l'incident est présenté comme une menace pour la Lituanie et ses armées, et le gouvernement comme incapable de lutter contre cette menace.
La signature d'un traité de non-agression avec l'Union soviétique le 28 septembre 1926 donne lieu à de nouvelles accusations de « bolchévisation ». En réalité, ce traité résulte du travail du gouvernement précédent, dominé par les chrétiens-démocrates, mais ces derniers votent contre, alors que Smetona le soutient fermement. En échange d'une nouvelle reconnaissance de ses droits sur la région de Vilnius, la Lituanie est contrainte à l'isolement diplomatique, car le traité lui interdit de nouer une alliance avec d'autres pays. Il existe pourtant des opportunités : la France et le Royaume-Uni sont à la recherche de partenaires fiables dans la région, et les pays baltes envisagent de s'unir. Le 21 novembre, une manifestation contre la « bolchévisation » du pays réunit environ 600 étudiants devant un syndicat communiste. Les forces de police, craignant des incidents entre les deux groupes, s'efforcent de mettre un terme à la manifestation. Sept officiers de police sont blessés et treize étudiants sont arrêtés. Les chrétiens-démocrates tentent d'utiliser l'incident pour faire voter une motion de censure, mais elle est rejetée par le Seimas.
Le gouvernement s'attire des critiques supplémentaires avec l'ouverture de plus de 80 écoles polonaises en Lituanie. Il s'efforce ainsi de rallier l'adhésion des minorités ethniques du pays, alors même que de l'autre côté de la frontière, les autorités polonaises font fermer les écoles lituaniennes dans la région de Vilnius. La coalition gouvernementale propose un budget pour l'année 1927 dans lequel les fonds alloués aux écoles catholiques et les salaires du clergé sont réduits, un geste clairement destiné à susciter la colère des chrétiens-démocrates. L'armée commence à planifier un coup d'État après le renvoi de 200 officiers conservateurs dans le cadre de restrictions budgétaires,.

### Préparatifs
L'incertitude règne quant au degré d'implication d'Antanas Smetona dans les préparatifs du coup d'État. En 1931, Augustinas Voldemaras (entre-temps contraint à l'exil) écrit que Smetona le planifiait depuis 1925, et l'historien Zenonas Butkus affirme que l'idée d'un coup d'État était dans l'air depuis 1923. Ces dates restent discutables dans la mesure où l'armée ne commence à agir qu'à l'automne 1926. Selon Aleksandras Merkelis, le secrétaire privé de Smetona, ce dernier était au courant du coup d'État sans l'avoir inspiré ni y avoir participé. La ligne éditoriale de Lietuvis, le journal dirigé par Smetonas, semble indiquer qu'il n'a été mis au courant qu'à la fin du mois de novembre. Dans les numéros antérieurs à celui du 25 novembre, le journal critique aussi bien le gouvernement que l'opposition chrétienne-démocrate, mais le numéro du 25 novembre contient plusieurs articles sur la manifestation du 21, ainsi qu'un article intitulé « La menace bolchévique sur la Lituanie » accusant le gouvernement d'être incapable d'affronter la menace communiste censée peser sur le pays. Les numéros qui suivent de Lietuvis ne s'en prennent plus du tout aux chrétiens-démocrates.
Le 20 septembre 1926, cinq officiers de l'armée forment un comité dirigé par le capitaine Antanas Mačiuika et comptant dans ses rangs les généraux Vladas Nagevičius et Jonas Bulota. Un « quartier-général révolutionnaire » (revoliucinis generalinis štabas) est constitué un mois plus tard environ. Ces deux groupes coordonnent de près leurs efforts. Au 12 décembre, le détail des actions à mener est connu, les lieux concernés ont été étudiés de près, et les chefs de l'Union nationale et du Parti chrétien-démocrate ont été mis au courant des desseins de l'armée. Les social-démocrates ont vent de ces projets, mais n'agissent pas. De fausses informations sont mises en circulation juste avant le coup d'État, concernant de prétendus mouvements de troupes polonaises dans la région de Vilnius, afin d'inciter d'éventuelles troupes opposées au coup d'État stationnées à Kaunas à se diriger vers Vilnius.
Tard dans la soirée du 16 décembre, le consul soviétique prévient Sleževičius de la possibilité d'un coup d'État dans la soirée du lendemain, mais le Premier ministre ne prête guère attention à cet avertissement.

### Déroulement

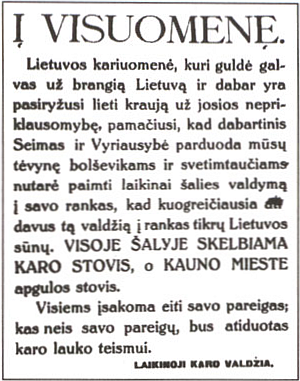
Pamphlet distribué à Kaunas après le coup d'État. La loi martiale est décrétée et chacun est invité à vaquer à ses occupations.

Le coup d'État se déroule dans la soirée du 17 décembre, alors que le président Kazys Grinius célèbre son anniversaire à Kaunas avec de nombreuses personnalités politiques. Les principaux centres du pouvoir militaire et politique sont occupées par l'armée, et plusieurs fonctionnaires sont arrêtés. Le colonel Kazys Škirpa, initiateur du programme de réformes dans l'armée, s'efforce de rallier des troupes, mais il est rapidement réduit à l'impuissance et arrêté à son tour,. Le Seimas est dispersé et le président Grinius placé sous résidence surveillée. Le colonel Povilas Plechavičius est tiré de sa prison (il purgeait une peine de 20 jours de réclusion après en être venu aux poings avec un autre officier) et déclaré dictateur. Plechavičius demande ensuite à Antanas Smetona d'accepter le poste de président et de régulariser les choses. L'armée s'efforce de donner l'impression que le coup d'État était de son seul fait, que Smetona n'était nullement impliqué et qu'il ne souhaite rien de plus que d'être « le sauveur de la nation ». Sleževičius démissionne, et le président Smetona nomme Augustinas Voldemaras Premier ministre.
Smetona et Voldemaras, tous deux issus de l'Union nationale, invitent les chrétiens-démocrates à former un gouvernement avec eux, afin d'obtenir un certain degré de légitimité constitutionnelle. Ces derniers acceptent à contre-cœur, inquiets pour leur image. Ils estiment néanmoins être capables de remporter les prochaines élections législatives et reprendre ainsi le pouvoir de manière constitutionnelle. Par conséquent, ils ne voient aucun problème à laisser les porte-feuilles les plus importants aux membres de l'Union nationale, parmi lesquels la Défense à Antanas Merkys et l'intérieur à Ignas Musteikis.
Grinius commence par refuser de démissionner, mais il se laisse finalement convaincre, croyant une invasion polonaise imminente et avec la promesse que Smetona respectera la constitution. Le 19 décembre, 42 députés du Seimas se réunissent (sans les socio-démocrates, ni l'Union populaire paysanne) pour élire un nouveau président du Parlement en la personne d'Aleksandras Stulginskis. Ce dernier assure également l'intérim à la tête de l'État avant l'élection en bonne et due forme de Smetona par 38 voix pour, deux contre et deux abstentions. Ce Seimas vote également une motion de confiance au nouveau gouvernement formé par Voldemaras. Toutes les apparences du processus démocratique sont ainsi respectées.

### Conséquences
L'armée affirme avoir agi pour empêcher la prise du pouvoir par les bolchéviques, censée avoir lieu le 20 décembre. Malgré l'absence complète de preuves d'un tel complot, la loi martiale est déclarée, environ 350 communistes sont arrêtés, et quatre de leurs leaders (Karolis Požėla, Juozas Greifenbergeris, Kazys Giedrys et Rapolas Čarnas) sont exécutés le 29 décembre. Les autres partis ne sont pas inquiétés. D'après l'armée, les quatre exécutions constituent les seules victimes du coup d'État, mais d'autres sources mentionnent le capitaine Vincas Jonuška, qui aurait été abattu par la garde du palais présidentiel à Kaunas et serait mort de ses blessures le lendemain.
Le nouveau gouvernement ne tarde pas à être internationalement reconnu. Les puissances alliées avaient mal vu le traité de non-agression signé avec l'Union soviétique en septembre, et l'arrivée d'un nouveau gouvernement susceptible de réorienter la diplomatie lituanienne constitue une bonne nouvelle. La presse occidentale ne s'attache donc guère à la nature anticonstitutionnelle du coup d'État. Il est décrit sans passion, comme un développement positif dans la lutte de la Lituanie contre le bolchévisme, devant permettre la normalisation des relations lituano-polonaises et éviter un rapprochement jugé dangereux avec l'Union soviétique. La présence d'un chef fort doit apporter la stabilité à un pays qui n'avait de toute façon jamais connu de réelle expérience démocratique.
Croyant que le coup d'État n'est qu'une mesure provisoire, les chrétiens-démocrates exigent la tenue de nouvelles élections législatives, mais Smetona tergiverse. Il sait que son parti n'est pas populaire et qu'il ne serait pas réélu président. Les nationalistes envisagent de leur côté de modifier la constitution pour renforcer le pouvoir exécutif au détriment du Seimas. Un contre-coup d'État est planifié en avril par des membres de l'Union populaire paysanne, mais il est éventé et les responsables arrêtés. Parmi eux se trouve le député Juozas Pajaujis. Le 12 avril, le Seimas vote une motion de censure contre le gouvernement Voldemaras en protestation. Smetona réagit en dissolvant le Seimas, comme l'y autorise la constitution ; mais les élections censées se tenir dans les deux mois qui suivent la dissolution n'ont jamais lieu. La presse chrétienne-démocrate, qui réclame de nouvelles élections, est censurée. Les chrétiens-démocrates se retirent du gouvernement le 2 mai, croyant les nationalistes incapables de gouverner le pays sans leur soutien. Ils se trompent : l'Union nationale prend le contrôle du pays, et le conserve pendant quatorze ans. Les autres partis politiques sont interdits en 1935.
Le coup d'État de 1926 reste un événement controversé en Lituanie. Les autorités soviétiques, qui occupent le pays en 1940, affirment avoir libéré la Lituanie du joug fasciste, mais le régime de Smetona est davantage autoritaire et nationaliste que véritablement fasciste. Les apologistes du coup d'État y voient un remède bienvenu à un parlementarisme extrême qui aurait été le symptôme de l'immaturité politique de la Lituanie.